# Aloe squarrosa
Aloe squarrosa ist eine Pflanzenart der Gattung der Aloen in der Unterfamilie der Affodillgewächse (Asphodeloideae). Das Artepitheton squarrosa stammt aus dem Lateinischen, bedeutet ‚zurückgebogen‘ und verweist auf die raue Blattoberfläche.

## Beschreibung

### Vegetative Merkmale
Aloe squarrosa wächst stammbildend und verzweigt von der Basis aus. Der hängende Stamm wird bis zu 40 Zentimeter lang. Die lanzettlich verschmälerten Laubblätter bilden Rosetten. Die hellgrüne Blattspreite ist 5 bis 7 Zentimeter lang und 2 bis 3 Zentimeter breit. Auf der Blattoberfläche sind zahlreiche weißliche, gerundete Flecken vorhanden. Die Blattoberfläche ist rau. Die festen, weißlichen Zähne am Blattrand sind 3 bis 4 Millimeter lang und stehen etwa 5 Millimeter voneinander entfernt.

### Blütenstände und Blüten
Der einfache Blütenstand ist in der Regel hängend und bogig-aufsteigend. Er erreicht eine Länge von 10 bis 20 Zentimeter. Die lockeren, zylindrischen Trauben sind 6 Zentimeter lang und 4,5 Zentimeter breit. Die deltoiden Brakteen weisen eine Länge von 5 Millimeter auf. Die scharlachroten Blüten stehen an 7 bis 8 Millimeter langen Blütenstielen. Sie sind 23 bis 25 Millimeter lang und an ihrer Basis kurz verschmälert. Auf Höhe des Fruchtknotens weisen die Blüten einen Durchmesser von 5 Millimeter auf. Darüber sind sie leicht verengt und dann zu ihrer Mündung hin erweitert. Ihre Perigonblätter sind auf einer Länge von 5 bis 6 Millimetern nicht miteinander verwachsen. Die Staubblätter und der Griffel ragen 1 bis 2 Millimeter aus der Blüte heraus.

### Genetik
Die Chromosomenzahl beträgt {\displaystyle 2n=14}.

## Systematik, Verbreitung und Gefährdung
Aloe squarrosa ist auf Sokotra im Westen auf Kalksteinklippen in Höhen von etwa 300 Metern verbreitet.
Die Erstbeschreibung durch John Gilbert Baker wurde 1883 veröffentlicht. Synonyme sind
Aloe concinna Baker (1898, nom. illeg. ICBN-Artikel 53.1) und Aloe zanzibarica Milne-Redh. (1947).
Aloe squarrosa wird in der Roten Liste gefährdeter Arten der IUCN als „Vulnerable (VU)“, d. h. gefährdet eingestuft.

## Nachweise